# Clive (Iowa)
Pour les articles homonymes, voir Clive.
Clive est une ville des comtés de Dallas et Polk, dans l'Iowa, aux États-Unis.